# Igloo Hill
Der Igloo Hill (englisch für Igluhügel) ist ein 280 m hoher und komplett von Eis bedeckter Hügel an der Danco-Küste im Westen des Grahamlands auf der Antarktischen Halbinsel. Er ragt im Zentrum der Reclus-Halbinsel auf.
Der Hügel ist erstmals auf einer argentinischen Landkarte aus dem Jahr 1954 verzeichnet. Das UK Antarctic Place-Names Committee verlieh ihm 1960 seinen deskriptiven Namen.